# Ludowa Partia Demokratyczna (Nigeria)
Ludowa Partia Demokratyczna (ang. People’s Democratic Party, PDP) – nigeryjska neoliberalna gospodarczo i konserwatywna obyczajowo partia polityczna założona w 1998. Od wyborów prezydenckich przeprowadzonych w 1999 do wyborów generalnych w 2015 była dominującą partią polityczną w Nigerii.

## Historia
12 kwietnia 2003 w wyborach parlamentarnych, partia zdobyła 53,69% głosów poparcia co przełożyło się na 223 z 360 miejsc w Izbie Reprezentantów oraz 76 na 109 mandatów w Senacie. Jej kandydat Olusẹgun Ọbasanjọ w wyborach prezydenckich przeprowadzonych 19 kwietnia 2003, został wybrany na drugą kadencję uzyskując 61,94% głosów.

## Ideologia
PDP przejawia neoliberalne stanowisko w polityce gospodarczej państwa i utrzymuje konserwatywne poglądy w niektórych sprawach dotyczących kwestii społecznych, takich jak m.in. stosunki homoseksualne.